# Valentina Pedicini
Valentina Pedicini (Brindisi, 6 aprile 1978 – Roma, 20 novembre 2020) è stata una regista e sceneggiatrice italiana.

## Biografia
Diplomatasi nel 2010 alla ZeLIG International School of Documentary, Valentina Pedicini vinse nel 2013 il premio Solinas per il miglior documentario con il suo Dal profondo, presentato alla Festa del cinema di Roma del 2013, premiato con una menzione speciale ai Nastri d'argento 2014 e candidato ai David di Donatello.
Il suo unico lungometraggio di fiction Dove cadono le ombre fu presentato in concorso alla Giornata degli Autori della 74ª Mostra del cinema di Venezia.
Dal 2019 ha insegnato regia del documentario presso il Centro Sperimentale di Cinematografia - Sede Sicilia.
Valentina Pedicini è deceduta il 20 novembre 2020, all'età di 42 anni, dopo una lunga malattia.

## Filmografia

### Lungometraggi
- Dove cadono le ombre (2017)

#### Documentari
- My Marlboro City (2010)
- Dal profondo (2013)
- Faith (2019)

### Cortometraggi
- Mio sovversivo amore (2009)
- Era ieri (2016)